# Одеон на холме Фурвьер (Лион)
Одео́н на холме́ Фурвье́р — одеон в римском Лугдуне (Лионе), расположенный рядом с римским театром, образует с ним единый археологический ансамбль, редко встречающийся в римской архитектуре. В Галлии, за исключением Лугдуна, только во Вьене можно встретить расположенные рядом театр и одеон. Такое местоположение, видимо, не случайно, поскольку Лугдун был основан римскими поселенцами, изгнанными аллоброгами из Вьена.

## История открытия
Строение стало известно в XVI веке как место мученической смерти ранних христиан в 177 году. Вскоре, различные авторы стали писать о нём как о древнем театре, памятник стал упоминаться в текстах различных авторов (например, у Габриэля Симеони). Впоследствии были проведены исследования, в результате которых выяснилось, что сооружение являлось местом зрелищ.

## История
Одеон был построен в начале или в середине II века. Раскопки показывают, что постройка относится к периоду правления римского императора Адриана. Сооружение имеет меньшие размеры, чем находящийся рядом театр, поэтому оно классифицируется как одеон. Здесь проходили музыкальные спектакли, публичные чтения, что было менее популярно, чем театральные представления. Также, возможно, здесь происходили собрания городской знати.

## Архитектура
Зрительские ряды театрона расположены на склоне холма. Одеон диаметром 73 метра мог вместить около 3 тыс. зрителей.